# Йоан Кутова
Йоан Н. Кутова (на румънски: Ioan N. Cutova; на арумънски: Oani или Ioan Cutova) е арумънски и румънски поет и преводач.

## Биография
Йоан Кутова е роден на 13 юли 1919 година в Бер, Гърция. Основно образование получава в родния си град, а след това учи и в други населени места в Гърция. В 1935 година заминава за Румъния, където завършва Университета в Букурещ. Работи като учител в Бистрица-Нъсъуд, където и се пенсионира. В 1938 година получава наградата за поезия Октавиан Гога. Носител е също така на наградата Йон Пилат за 1946 година. Йоан Кутова умира на 19 май 1992 година в Бистрица-Нъсъуд.

## Творчество
Кутова е автор на множество стихотворения на арумънски и румънски. Негови творби влизат в антология на лирика на арумънски език, издадена в 1985 година. Пише и проза на арумънски, която публикува в списание „Дещептаря“. Превежда на арумънски поезия на Михай Еминеску.

### Съчинения
- Cerc vicios, 1945 (поезия на румънски)
- Fãnarea al Diogen, Bucureshti 1985 (поезия на арумънски)
- Cãruna-a toamnãljei (поезия на арумънски)